# Williams FW32
Williams FW32 — гоночный автомобиль команды Williams, построенный для участия в сезоне Формулы-1 2010 года.

## История

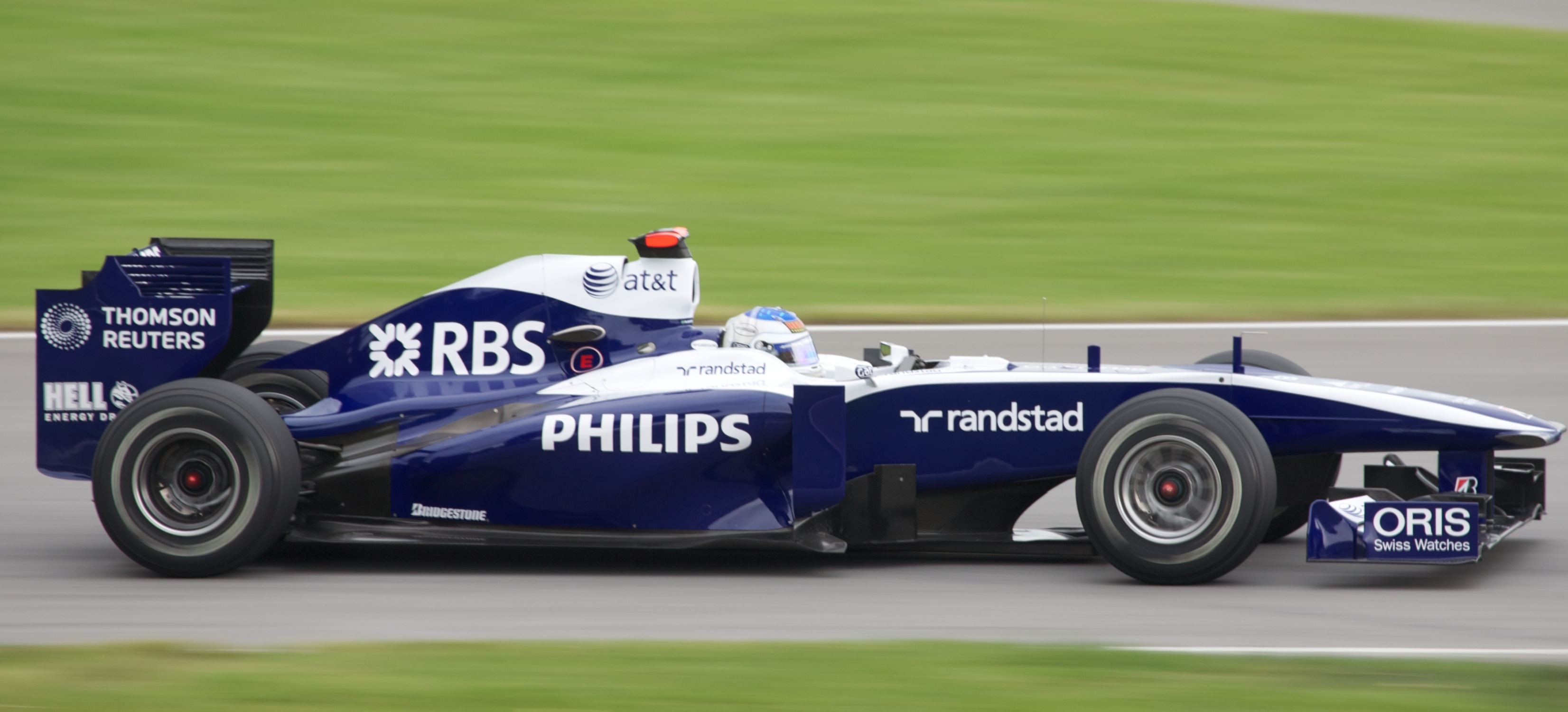
Рубенс Баррикелло на Гран-при Канады 2010 года.

Дебют машины состоялся 1 февраля 2010 на трассе имени Рикардо Тормо в Валенсии. Команда отказалась от традиционной презентации болида и сразу приступила к его тестированию. Основной акцент при создании болида был направлен на его аэродинамическую эффективность. Отмена дозаправок привела к удлинению болида примерно на 20 см.
На квалификации Гран-при Бахрейна 2010 года Рубенс Баррикелло и Нико Хюлькенберг не смогли пройти дальше второго сегмента и были квалифицированы одиннадцатым и тринадцатым соответственно. На старте бразилец смог прорваться на десятое место и продержался на нём до финиша, принеся команде первое очко в сезоне, а дебютант Хюлькенберг потерял несколько позиций из-за облака белого дыма, образовавшееся из-за утечки масла из болида Red Bull Марка Уэббера. А через несколько кругов немца развернуло в шестом повороте; в итоге он финишировал лишь шестнадцатым, став единственным из новичков сезона, кто смог финишировать в первой гонке.
В первой половине сезона машина уступала соперникам в эффективности аэродинамики: в восьми первых гонках пилоты Williams набрали лишь восемь очков. Однако команда решила проблемы шасси, и машина прибавила в результатах, что позволило команде финишировать шестой в зачёте Кубка конструкторов.

## Результаты выступлений в Формуле-1
| Легенда к таблице |                                                                    |
| --- | ------------------------------------------------------------------ |
| В таблице перечислены результаты всех Гран-при Формулы-1, в которых использовался автомобиль. Строками таблицы являются сезоны, столбцами — этапы чемпионата мира. В каждой клетке указаны сокращённое название этапа и результат, дополнительно обозначенный цветом. Расшифровка обозначений и цветов представлена в нижеследующей таблице. |                                                                    |
| \| Пример \| Описание \| \| ------------ \| ------------------------------------------------------------------ \| \| 1 \| Победитель \| \| 2 \| Второе место \| \| 3 \| Третье место \| \| 5 \| Финишировал, заработав очки \| \| Сход \| Не финишировал, но при этом заработал очки \| \| 12 \| Финишировал, не получив очков \| \| НКЛ \| Финишировал, но не попал в финальную классификацию \| \| 15 \| Участвовал вне зачёта, либо по отдельной классификации \| \| 18 \| Не финишировал, но попал в финальную классификацию \| \| Сход \| Не финишировал \| \| НКВ \| Не прошёл квалификацию \| \| НПКВ \| Не прошёл предквалификацию \| \| ДСК \| Дисквалифицирован \| \| ИСК \| Исключён из протокола соревнований \| \| ТТ \| Заявлен для участия только в тренировках \| \| НС \| Участвовал в квалификации, но не стартовал в гонке \| \| Т \| Травмирован или болен \| \| ОТК \| Отказ от участия \| \| НТР \| Прибыл на соревнования, но на трассу не выезжал \| \| НПР \| Был заявлен в числе участников, но не прибыл к началу соревнований \| \| О \| Соревнования отменены \| \| \| Не участвовал \| \| Поул-позиция \| \| \| Быстрый круг \| \| |                                                                    |
| Пример | Описание                                                           |
| 1 | Победитель                                                         |
| 2 | Второе место                                                       |
| 3 | Третье место                                                       |
| 5 | Финишировал, заработав очки                                        |
| Сход | Не финишировал, но при этом заработал очки                         |
| 12 | Финишировал, не получив очков                                      |
| НКЛ | Финишировал, но не попал в финальную классификацию                 |
| 15 | Участвовал вне зачёта, либо по отдельной классификации             |
| 18 | Не финишировал, но попал в финальную классификацию                 |
| Сход | Не финишировал                                                     |
| НКВ | Не прошёл квалификацию                                             |
| НПКВ | Не прошёл предквалификацию                                         |
| ДСК | Дисквалифицирован                                                  |
| ИСК | Исключён из протокола соревнований                                 |
| ТТ | Заявлен для участия только в тренировках                           |
| НС | Участвовал в квалификации, но не стартовал в гонке                 |
| Т | Травмирован или болен                                              |
| ОТК | Отказ от участия                                                   |
| НТР | Прибыл на соревнования, но на трассу не выезжал                    |
| НПР | Был заявлен в числе участников, но не прибыл к началу соревнований |
| О | Соревнования отменены                                              |
| | Не участвовал                                                      |
| Поул-позиция |                                                                    |
| Быстрый круг |                                                                    |

| Год  | Команда       | Мотор              | Шины | Пилоты      | 1   | 2    | 3   | 4   | 5   | 6    | 7   | 8   | 9    | 10  | 11  | 12  | 13   | 14  | 15  | 16   | 17  | 18  | 19  | Место | Очки |
| ---- | ------------- | ------------------ | ---- | ----------- | --- | ---- | --- | --- | --- | ---- | --- | --- | ---- | --- | --- | --- | ---- | --- | --- | ---- | --- | --- | --- | ----- | ---- |
| 2010 | AT&T Williams | Cosworth CA2010 V8 | B    |             | БАХ | АВС  | МАЛ | КИТ | ИСП | МОН  | ТУР | КАН | ЕВР  | ВЕЛ | ГЕР | ВЕН | БЕЛ  | ИТА | СИН | ЯПО  | КОР | БРА | АБУ | 6     | 69   |
| 2010 | AT&T Williams | Cosworth CA2010 V8 | B    | Баррикелло  | 10  | 8    | 12  | 12  | 9   | Сход | 14  | 14  | 4    | 5   | 12  | 10  | Сход | 10  | 6   | 9    | 7   | 14  | 12  | 6     | 69   |
| 2010 | AT&T Williams | Cosworth CA2010 V8 | B    | Хюлькенберг | 14  | Сход | 10  | 15  | 16  | Сход | 17  | 13  | Сход | 10  | 13  | 6   | 14   | 7   | 10  | Сход | 7   | 8   | 16  | 6     | 69   |